# Кампо Гало (Витербо)
Кампо Гало је насеље у Италији у округу Витербо, региону Лацио.
Према процени из 2011. у насељу је живело 25 становника. Насеље се налази на надморској висини од 179 м.